# Rami Shaaban
Rami Shaaban (ur. 30 czerwca 1975 w Fisksätrze) – szwedzki piłkarz pochodzenia egipskiego grający na pozycji bramkarza.

## Kariera klubowa
Shaaban rozpoczął piłkarską karierę w klubie Saltsjöbadens IF i w latach 1994–1995 grał w jego barwach w 3. lidze Szwecji. W połowie roku 1995 wyjechał do Egiptu, ojczyzny rodziców i tam grał najpierw w Zamaleku SC, a następnie w mniejszym Ittihad Osman, ale w obu kariery nie zrobił i w 1997 roku wrócił do Szwecji. Został piłkarzem Nacka FF i przez 3 lata bronił w rozgrywkach drugiej ligi. W 2000 roku Shaaban przeszedł do Djurgårdens IF, gdzie stał się pierwszym bramkarzem. Awansował z tym klubem do Allsvenskan, jednak w 2001 roku stracił miejsce w składzie na rzecz Andreasa Isakssona i na rundę jesienną trafił na wypożyczenie do Värtans IK. W 2002 roku wrócił do Djurgårdens, ale rozegrał tylko 6 meczów, mając niewielki udział w wywalczeniu mistrzostwa kraju.
Latem 2002 roku Shaaban trafił do Arsenalu F.C., gdyż klub ten poszukiwał zmiennika dla Davida Seamana. W Arsenalu zadebiutował 16 listopada w wygranych 3:0 derbach z Tottenhamem Hotspur. Wystąpił jednak tylko w 3 spotkaniach „Kanonierów”, a przez kilka miesięcy leczył złamaną nogę. W styczniu został 2004 wypożyczony do West Ham United, gdzie spędził miesiąc, ale nie zagrał w żadnym meczu. Natomiast w sezonie 2004/2005 występował w Football League Championship w zespole Brighton & Hove Albion. Po zakończeniu sezonu szukał klubu i przebywał m.in. na testach w Dundee United i Sheffield Wednesday, ale ostatecznie nie przeszedł do żadnego z nich.
Ostatecznie w zimie 2006 roku Shaaban podpisał kontrakt z norweskim zespołem Fredrikstad FK, gdzie został pierwszym bramkarzem. W 2008 roku przeszedł do Hammarby IF, w którym w 2011 roku zakończył karierę.
| Sezon   | Klub                   | Kraj     | Rozgrywki                    | Mecze | Bramki |
| ------- | ---------------------- | -------- | ---------------------------- | ----- | ------ |
| 1994    | Saltsjöbadens IF       | Szwecja  | 3. liga                      | 26    | 0      |
| 1995    | Saltsjöbadens IF       | Szwecja  | 3. liga                      | 13    | 0      |
| 1995/96 | Zamalek SC             | Egipt    | 1. liga                      | 4     | 0      |
| 1995/96 | Ittihad Osman          | Egipt    | 1. liga                      | 5     | 0      |
| 1997    | Nacka FF               | Szwecja  | Superettan                   | 2     | 0      |
| 1998    | Nacka FF               | Szwecja  | Superettan                   | 20    | 0      |
| 1999    | Nacka FF               | Szwecja  | Superettan                   | 26    | 0      |
| 2000    | Djurgårdens IF         | Szwecja  | Superettan                   | 29    | 0      |
| 2001    | Djurgårdens IF         | Szwecja  | Allsvenskan                  | 5     | 0      |
| 2001    | Värtans IK             | Szwecja  | 3. liga                      | 2     | 0      |
| 2002    | Djurgårdens IF         | Szwecja  | Allsvenskan                  | 6     | 0      |
| 2002/03 | Arsenal F.C.           | Anglia   | Premier League               | 3     | 0      |
| 2003/04 | Arsenal F.C.           | Anglia   | Premier League               | 0     | 0      |
| 2003/04 | West Ham United        | Anglia   | Premier League               | 0     | 0      |
| 2004/05 | Brighton & Hove Albion | Anglia   | Football League Championship | 6     | 0      |
| 2006    | Fredrikstad FK         | Norwegia | Tippeligaen                  | 20    | 0      |
| 2007    | Fredrikstad FK         | Norwegia | Tippeligaen                  | 23    | 0      |
| 2008    | Hammarby IF            | Szwecja  | Allsvenskan                  | 8     | 0      |
| 2009    | Hammarby IF            | Szwecja  | Allsvenskan                  | 13    | 0      |
| 2010    | Hammarby IF            | Szwecja  | Superettan                   | 4     | 0      |
| 2011    | Hammarby IF            | Szwecja  | Superettan                   | 1     | 0      |

## Kariera reprezentacyjna
W 2006 roku Shaaban został powołany przez selekcjonera Larsa Lagerbäcka do kadry na Mistrzostwa Świata w Niemczech. W momencie powołania nie miał na koncie debiutu w kadrze, a na turnieju był tylko rezerwowym dla Isakssona i wystąpił tylko w jednym meczu, zremisowanym 0:0 z Trynidadem i Tobago. Swój pierwszy mecz w reprezentacji Szwecji rozegrał w sparingu przed mistrzostwami, 25 maja, a Szwedzi zremisowali z Finlandią 0:0.